# Bahía de San Luis Gonzaga

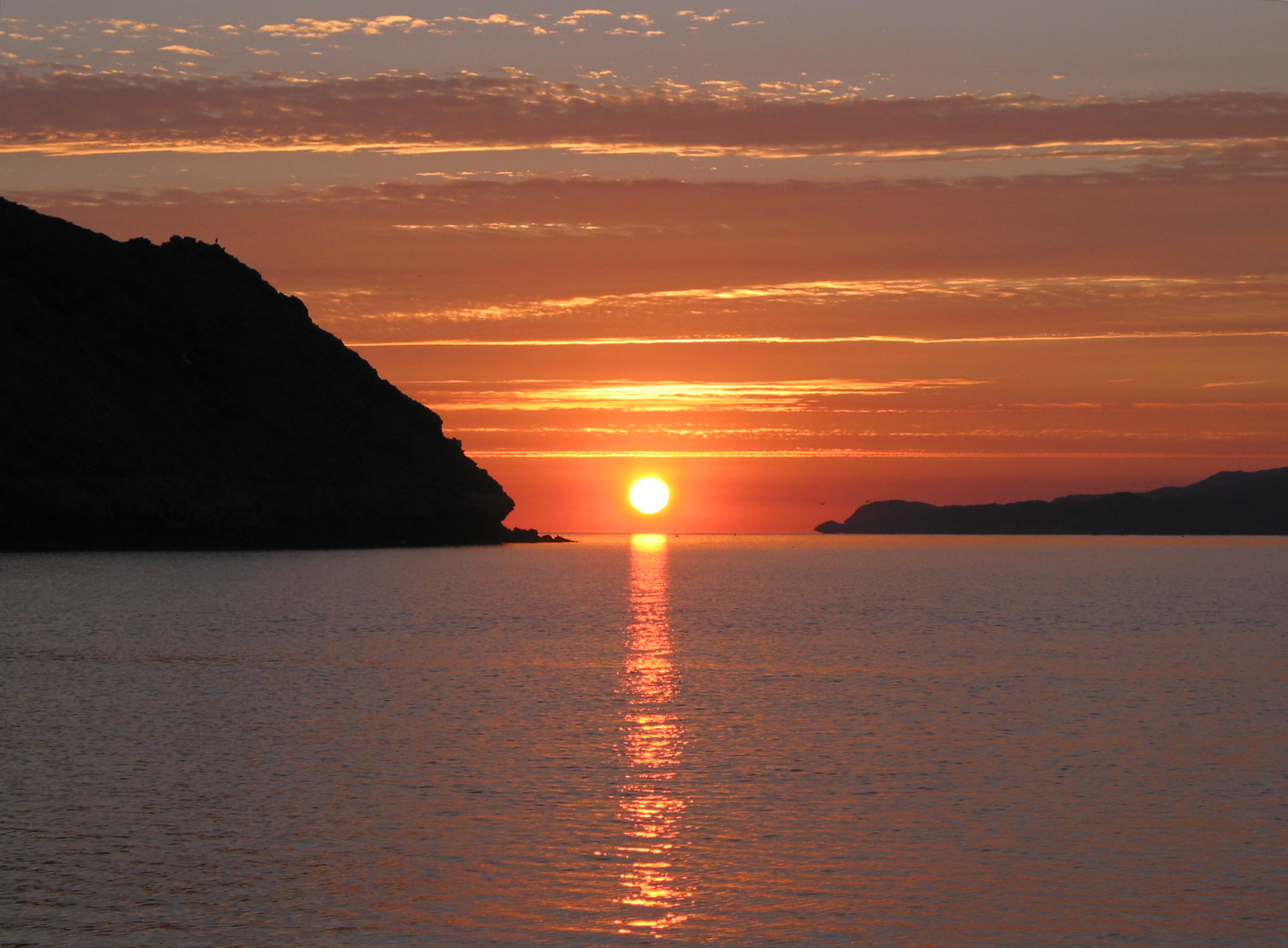
Amanecer en Bahía San Luis Gonzaga, B.C.

La bahía de San Luis Gonzaga es una bahía, playa, localidad y lugar turístico del municipio de San Felipe, Baja California, México, en la parte norte y oriente de la península de Baja California.

## Historia

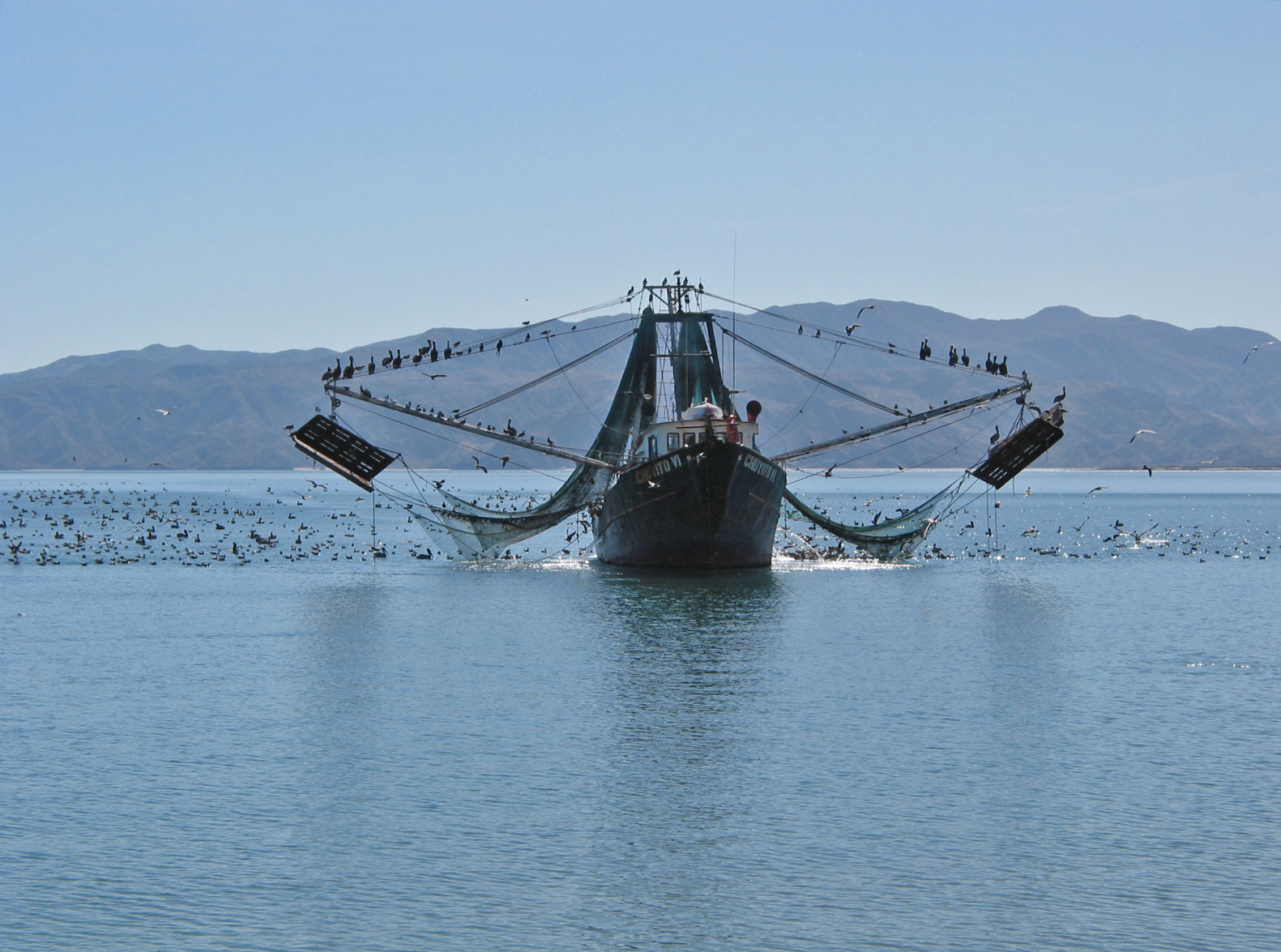
Barco pescando en la Bahía San Luis Gonzaga

El lugar fue registrado en 1746 en los escritos y cartografía del misionero jesuita Fernando Consag, en honor a San Luis Gonzaga. Los misioneros Wenceslao Linck (1765) y Jorge Retz, mencionan en sus escritos a la Misión de San Luis y sus habitantes. San Luis Gonzaga sirvió de punto de abastecimiento para los misioneros, asunto que hasta la fecha sigue siendo para los turistas. 
En 1796, ya no se consideraba misión, pues el teniente coronel José Joaquín de Arrillaga relata la situación en ese entonces. 

## Corredor turístico
La Bahía de San Luis Gonzaga, está ubicada a 180 kilómetros al sur del puerto de San Felipe B.C. Es parte del corredor turístico que va por la Carretera Federal 5, que dicho corredor inicia en San Felipe y termina en Chapala, en donde se pueden encontrar a todo lo largo, campos turísticos o lugares para acampar o visitar. donde lo conforman Laguna Percebú, Puertecitos, las “Islas Encantadas”, que son 5: Isla Encantada, Isla San Luis, Isla Partida, Isla Rasa, Isla Estanque. Esta bahía al igual que la de Bahía de los Ángeles, son parte de los lugares de la zona más visitados por turistas. 

## El lugar
Es una bahía, con litoral es rocoso, con algunos cactus y chaparral. las aves de la zona son pelícanos y gaviotas, y la fauna marina consta de mantarraya, tiburón ballena, ballenas, delfines, orcas y lobos marinos. Las playas son para ecoturismo con agua cristalina color turquesa. El lugar cuenta con unas 80 casas y quizás unas 100 personas y mínima infraestructura.

## Sitios de interés
Es posible encontrar la presencia de partículas fosforescentes en el pequeño oleaje, a 40 km al sur la Misión de Calamajué. Hacia el sur de la bahía, se encuentra Chapala, ubicada a unos 20 kilómetros. Un poco más al sur a 54 kilómetros se encuentra la desviación hacia Bahía de los Ángeles, que es una comunidad mejor dotada de servicios turísticos. Más al sur se encuentra la unión con la carretera Transpeninsular o carretera federal 1.